# Гафурово
Гафу́рово (рос. Гафурово, башк. Ғәфүр) — село у складі Туймазинського району Башкортостану, Росія. Входить до складу Гафуровської сільської ради.
Населення — 1083 особи (2010; 990 у 2002).
Національний склад:
- башкири — 79 %